# Gulbukig grönbulbyl
Gulbukig grönbulbyl (Chlorocichla flaviventris) är en fågel i familjen bulbyler inom ordningen tättingar..

## Utseende och läte
Gulbukig grönbulbyl är en stor och bastant bulbyl med gulaktig undersida och grönaktig ovansida. Ögat är tydligt rödbrynt med en karakteristisk bruten vit ögonring. Andra särskiljande egenskaper är en liten spretig huvudtofs och gulaktiga vingundersidor. Arten liknar sånggrönbulbylen, men denna har mer olivgrön undersida och saknar den vita ringen kring ögat. Lätena består av tjattrande ljud och ett nasalt "yeehn-yeehn-yeehn".

## Utbredning och systematik
Gulbukig grönbulbyl delas in i tre underarter med följande utbredning:
- Chlorocichla flaviventris centralis – Somalia till Kenya, östra Tanzania och norra Moçambique
- Chlorocichla flaviventris occidentalis – Angola till Demokratiska republiken Kongo och västra Tanzania söderut till Botswana, Moçambique och nordöstra Sydafrika (söderut till Mpumulanga)
- Chlorocichla flaviventris flaviventris – södra Moçambique, Swaziland och östra Sydafrika (söderut till KwaZulu-Natal och allra nordligaste Östra Kapprovinsen)

## Levnadssätt
Gulbukig grönbulbyl hittas i buskar och skogsbryn. Där ses den i par eller smågrupper, ofta undangömda i vegetationen på jakt efter frukt och insekter.

## Status och hot
Arten har ett stort utbredningsområde och en stor population med stabil utveckling. Utifrån dessa kriterier kategoriserar IUCN arten som livskraftig (LC). Världspopulationen har inte uppskattats men den beskrivs som vida spridd och generellt vanlig.